# Torrent de la Font de la Riba
El torrent de la Font de la Riba és un curs d'aigua del Vallès Occidental que neix fruit de la unió de diversos torrents provinents de la Carena del Pou de Glaç (Sant Llorenç del Munt), dins del terme de Terrassa. Desemboca a la riera de les Arenes al barri de les Pedritxes de Matadepera.